# Сомбрило (Њу Мексико)
Сомбрило (енгл. Sombrillo) насељено је место без административног статуса у америчкој савезној држави Њу Мексико.

## Демографија
По попису из 2010. године број становника је 351, што је 142 (-28,8%) становника мање него 2000. године.
| Група             | 2000.       | 2010.       |
| Белци             | 226 (45,8%) | 150 (42,7%) |
| Афроамериканци    | 5 (1,0%)    | 2 (0,6%)    |
| Азијати           | 3 (0,6%)    | 18 (5,1%)   |
| Хиспаноамериканци | 248 (50,3%) | 177 (50,4%) |
| Укупно            | 493         | 351         |